# つくりや台
つくりや台（つくりやだい）は、千葉県印西市の町丁。2017年10月31日現在の人口は0人。現行行政地名はつくりや台一丁目およびつくりや台二丁目。郵便番号270-1618。

## 地理
北は惣深新田飛地、東はみどり台、南は造谷、東は東の原、北西は竜腹寺に隣接している。

## 歴史
- 2012年（平成24年）12月26日 - 東の原、つくりや台、みどり台の一部において、字の区域及び名称の変更[4][5][6][7]。

### 町名の変遷
| 実施後           | 実施年月日    | 実施前（各大字とその一部） |
| ---------------- | ------------- | -------------------------- |
| つくりや台一丁目 |               | -                          |
| つくりや台一丁目 | 2013年10月4日 | 竜腹寺字五斗蒔の一部       |
| つくりや台一丁目 | 2013年10月4日 | 竜腹寺字池ノ台の一部       |
| つくりや台二丁目 |               | -                          |
| つくりや台二丁目 | 2013年10月4日 | みどり台三丁目の一部       |
| つくりや台二丁目 | 2013年10月4日 | 荒野字柿作の一部           |

## 小・中学校の学区
市立小・中学校に通う場合、学区は以下の通りとなる。
| 丁目             | 番地 | 小学校                 | 中学校             |
| ---------------- | ---- | ---------------------- | ------------------ |
| つくりや台一丁目 | 全域 | 印西市立いには野小学校 | 印西市立印旛中学校 |
| つくりや台二丁目 | 全域 | 印西市立いには野小学校 | 印西市立印旛中学校 |

## 施設

### 一丁目
- 北総鉄道草深変電所
- 東京電力パワーグリッド印旛西変電所

## 交通

### 道路
- 国道
  - 国道464号